# Limpley Stoke
Limpley Stoke – wieś w Anglii, w hrabstwie Wiltshire. Leży 48 km na północny zachód od miasta Salisbury i 153 km na zachód od Londynu. W 2006 miejscowość liczyła 637 mieszkańców.